# Chaos;Child
Chaos;Child (estilizado como ChäoS;Child) es un videojuego de novela visual desarrollado por 5pb. Es la cuarta entrada principal de la serie Science Adventure y una secuela temática de Chaos;Head (2008). Fue lanzado en Japón en 2014 para Xbox One, y más tarde para PlayStation 3, PlayStation 4, PlayStation Vita, Microsoft Windows, iOS y Android.
El jugador asume el papel de Takuru Miyashiro, el presidente del club de periódicos de su escuela, que investiga el caso de asesinato en serie «Retorno de la Locura de la Nueva Generación». Experimenta delirios, y en múltiples puntos a lo largo de la historia, el jugador tiene la opción de elegir si Takuru debe experimentar un delirio positivo o negativo, o ninguna de las dos: estas elecciones afectan la dirección de la trama, haciendo que se bifurque de la narrativa principal en diferentes rutas.

## Ambientación y personajes
Chaos;Child se desarrolla en Shibuya en 2015, seis años después de los eventos de Chaos;Head, donde un terremoto casi arrasó el área. Desde entonces, Shibuya ha sido reconstruida, pero una nueva serie de asesinatos extraños comienzan a ocurrir en los mismos días de los asesinatos de la «Nueva Generación», apodados los asesinatos del «Retorno de la Locura de la Nueva Generación». Varios personajes han despertado con habilidades psíquicas después del terremoto, como la piroquinesis o la capacidad de detectar mentiras con absoluta certeza; a estos individuos se les conoce como Gigalomaniacos, y usan sus habilidades para hacer que los delirios se hagan realidad en el mundo real («arranque real») a través de la manifestación de una Di-espada, que los conecta con el mar de Dirac.
La historia sigue a un grupo de estudiantes de secundaria en la Academia Hekiho que sobrevivieron al terremoto: el jugador asume el papel de Takuru Miyashiro, el presidente del club de periódicos de Hekiho, cuya familia murió en el terremoto. Otros personajes importantes incluyen a los miembros del club de periódicos – la amiga de la infancia de Takuru, Serika Onoe, su hermana mayor adoptiva Nono Kurusu, y Hana Kazuki y Shinji Itou – y Shuichi Wakui, el maestro que supervisa el club, y el misántropo Mio Kunosato que ayuda a la policía y trabaja con el detective Takeshi Shinjo. Takuru y Nono viven con sus hermanos adoptivos Yui y Yuto Tachibana y su padre adoptivo Wataru Sakuma en Aoba Dorm, un hogar adoptivo y una clínica médica combinados, aunque Takuru también se queda en un remolque de caravana junto al parque Miyashita.

## Desarrollo
El juego fue desarrollado por 5pb., basado en un plan original de Chiyomaru Shikura, el director de la compañía. Fue producido por Tatsuya Matsubara y dirigido por Kanji Wakabayashi, y fue escrito por Eiji Umehara, Masashi Takimoto y Tōru Yasumoto bajo la supervisión de Naotaka Hayashi. Varios artistas trabajaron en el juego: Mutsumi Sasaki diseñó los personajes principales, Yukihiro Matsuo diseñó los personajes secundarios y los uniformes, y Choco diseñó las Di-espadas de los personajes. El juego fue creado para tener elementos de «psico-suspenso» similares a Chaos;Head, al tiempo que agrega una mayor cantidad de elementos de terror. Para la estética del juego, los desarrolladores pretendían que fuera «inmóvil», en contraste con el juego anterior de la serie, Robotics;Notes (2012).
La música fue compuesta por Takeshi Abo basándose en notas de sus impresiones de la historia y el flujo emocional, para asegurar una buena relación con la cosmovisión del juego. La localización estuvo a cargo de Adam Lensenmayer, cuya experiencia en la traducción del juego de Science Adventure Steins;Gate 0 (2015) aseguró un proceso más fluido, con mucha comunicación con los desarrolladores.

## Lanzamiento

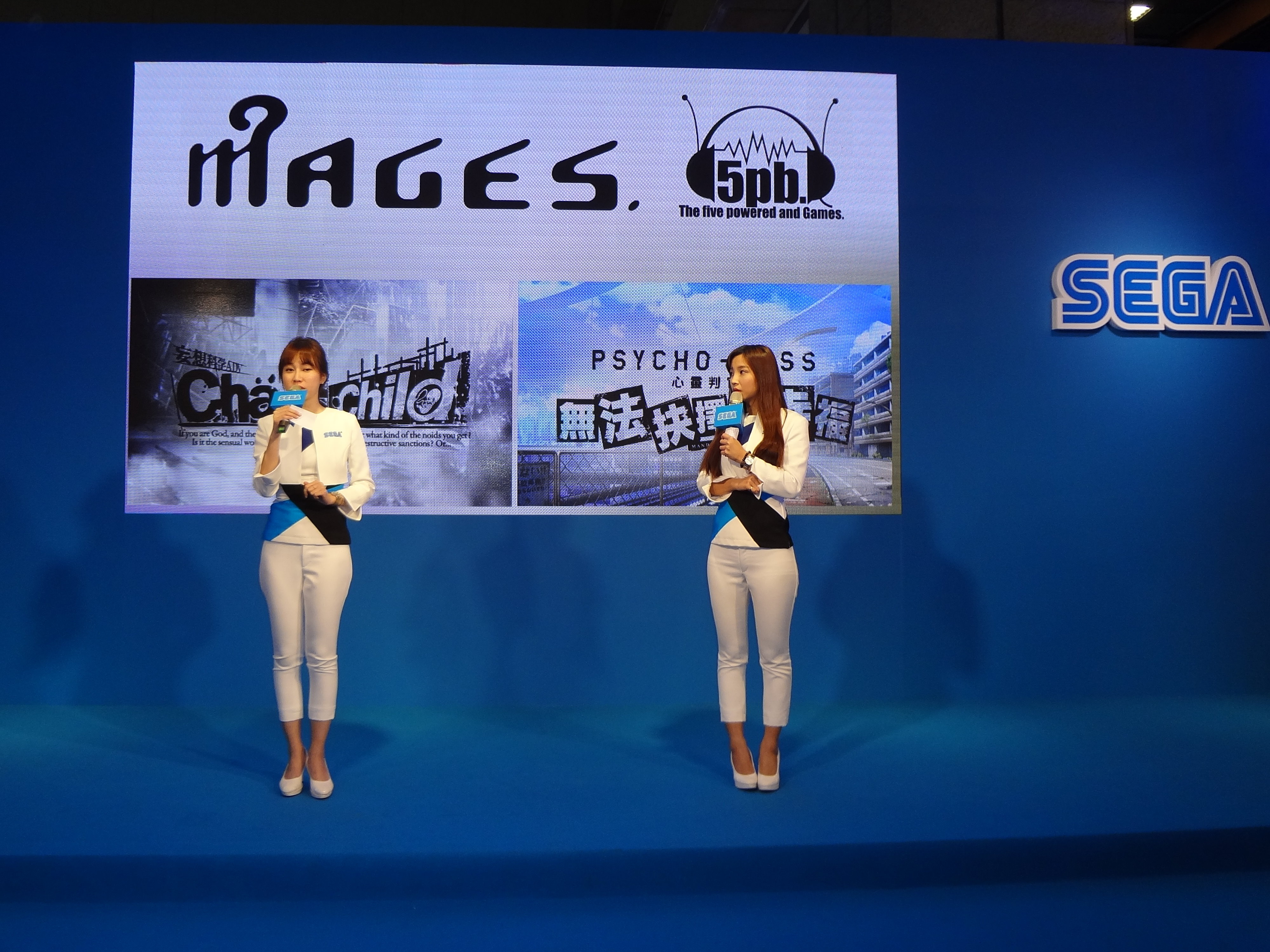
SEGA promociona Chaos;Child junto a otros títulos.

Chaos;Child estaba originalmente planeado para ser lanzado el 27 de noviembre de 2014 en Japón para Xbox One, pero se retrasó, y fue lanzado el 18 de diciembre de 2014. Más tarde se trasladó a PlayStation 3, PlayStation 4 y PlayStation Vita, y se lanzó el 25 de junio de 2015; además, se lanzó una versión de Microsoft Windows el 28 de abril de 2016, una versión de iOS el 31 de enero. 2017, y una versión de Android el 28 de mayo de 2017.
Una adaptación de manga dibujada por Relucy es publicada por Kadokawa en Dengeki G's Magazine; también hay un manga derivado, Chaos;Child: Children's Collapse, que fue dibujado por Futsū Onshin y escrito por el escritor del juego de Chaos;Child Eiji Umehara. Se publicó en la revista Monthly Shōnen Sirius de Kodansha a partir de agosto de 2016 y se trasladó a la revista web Suiyōbi no Sirius de Kodansha y Niconico el 27 de septiembre de 2017. Silver Link produjo una adaptación televisiva de anime del juego, y comenzó a transmitirse en enero de 2017. Un juego derivado, Chaos;Child Love Chu Chu!!, fue lanzado en 2017.

## Recepción
Chaos;Child fue bien recibido por los críticos, de acuerdo con el agregador de reseñas Metacritic. Sin embargo tuvo un desempeño comercial inferior; esto llevó al desarrollo de Steins;???, una secuela temática de Steins;Gate que se relaciona con él de manera similar a cómo Chaos;Child se relaciona con Chaos;Head.